# It's Been a Long, Long Time
Clip vidéo
[vidéo] « Bing Crosby - It's Been a Long, Long Time », sur YouTube
[vidéo] « Kitty Kallen & Harry James - It's Been a Long, Long Time », sur YouTube
[vidéo] « Louis Armstrong - It's Been a Long, Long Time », sur YouTube
[vidéo] « Peggy Lee - It's Been a Long, Long Time », sur YouTube
It's Been a Long, Long Time (Ça fait longtemps, très longtemps, en anglais) est une chanson d'amour standard de jazz américaine, composée par Jule Styne, écrite par Sammy Cahn,, et enregistrée en 1945 par le crooner Bing Crosby avec Les Paul and His Trio, chez Decca Records, un des tubes américains de la Seconde Guerre mondiale, n°1 des ventes Billboard aux États-Unis. 

## Histoire
Cette chanson d'amour est écrite sur le thème du retour dans leurs foyers des soldats américains de la Seconde Guerre mondiale. Elle connait un important succès populaire américain (blockbuster) à sa sortie à la fin de la guerre en août 1945, en particulier avec les versions de Bing Crosby et de Kitty Kallen avec le big band jazz du trompettiste Harry James, toutes les deux n°1 des ventes Billboard aux États-Unis « Cela fait tellement, tellement longtemps, jamais je n'aurai pensé que tu serais là, te tenant si près de moi, il y a tellement de choses, je sens, que je devrais dire, mais les mots peuvent attendre, jusqu'à un jour prochain. Embrasse-moi une fois, puis embrasse-moi une deuxième fois, puis embrassez-moi encore, cela fait tellement, tellement longtemps, depuis combien de temps, je ne me suis pas senti comme ça... ».

## Reprises et adaptations
Ce tube américain de Bing Crosby est repris avec succès en particulier par Kitty Kallen avec le big band jazz du trompettiste Harry James (1945), ainsi que par June Christy (1945), Frank Sinatra (1945), Peggy Lee (1958), Louis Armstrong (1964), Doris Day (1964), Tom Jones (1966)...

## Cinéma, musique de film
- 2012 : L'Escadron Red Tails, d'Anthony Hemingway[6].
- 2014 : Captain America : Le Soldat de l'hiver, d'Anthony et Joe Russo.
- 2019 : Avengers: Endgame, d'Anthony et Joe Russo.